# Armorial du Portugal
Cette page donne les armoiries (figures et blasonnements) et les drapeaux du Portugal et de ses anciens territoires coloniaux.

## État
| Blason | Blasonnement | Drapeau |
| ------ | --- | ------- |
|        | République Portugaise d’argent, chargé de cinq écussons d'azur, disposés en croix, chargés chacun de cinq besants d'argent, disposés en sautoir, placés dans une aile, et une bordure de gueules chargée de sept châteaux d'or, trois sur le chef, deux sur les flancs et deux vers la pointe, le tout assis sur une sphère armillaire en or et entourée de sable. |         |
|        | Région Autonome des Açores d’argent à l’autour des palombes d’azur, lampassé et armé de gueules, à la bordure de gueules chargée de neuf étoiles à cinq branches d'or. Le blason est soutenu par deux taureaux de sable armés d'argent, harnachés et enchaînés d’or. Le taureau de gauche porte un étendard dans lequel apparaît la croix de l'Ordre du Christ, celui de droite porte un étendard représentant une colombe d'argent, qui symbolise le Saint-Esprit. Le blason est surmonté d'un heaume d'or, de face, incrusté de plusieurs éléments de gueules et d'azur. Le tout est surmonté d'une chimère avec une forme d'autour des palombes, d'azur, chargée de neuf étoiles d'or. Un listel d'or porte la devise officielle de la région : « Antes morrer livres que em paz sujeitos » (“Plutôt mourir libre que subir en paix”). |         |
|        | Région Autonome de Madère tiercé en pal, en I et III d’azur, et en II d’or chargé de la croix de l’Ordre du Christ . Le blason est soutenu par deux otaries à crinière. Un bassinet (casque) d'or, ouvert de gueules le surmonte. Le tout est surmonté d'une chimère en forme de Sphère armillaire. Un listel d'argent porte la devise officielle de la région : « Das Ilhas, as mais Belas e Livres» (“Des îles, les plus belles et libres”). |         |

## Villes
| Blason | Blasonnement                                                                                              | Drapeau |
| ------ | --- | ------- |
|        | Lisbonne Capitale du pays depuis sa conquête aux musulmans, en 1147.                                      |         |
|        | Porto Deuxième ville du Portugal. Conquis aux musulmans en 868, devient le centre du Comté de Portucale . |         |
| -      | Pour les autres villes:                                                                                   | -       |

## Anciennes provinces ultramarines (XXesiècle)
| Blason | Blasonnement | Drapeau proposé   |
| ------ | --- | ----------------- |
|        | Angola Province ultramarine jusqu'en 1975 |                   |
|        | Cap-Vert Province ultramarine jusqu'en 1975 |                   |
|        | Guinée Province ultramarine jusqu'en 1974 |                   |
|        | Inde Province ultramarine jusqu'en 1954 ou 1961 selon les territoires (officiellement jusqu'en 1974)                                                                                                |                   |
|        | Macao - Province ultramarine jusqu'en 1976 - Territoire chinois sous l'administration portugaise, 1976-1999                                                                                         | utilisé 1976-1999 |
|        | Mozambique Province ultramarine jusqu'en 1975 | utilisé 1974-1975 |
|        | Sao Tomé-et-Principe Province ultramarine jusqu'en 1974 - Jusqu'en 1961 inclus la forteresse de São João Baptista de Ajuda (Saint Jean Baptiste de Ajuda), aujourd'hui Ouidah, sur la côte du Bénin |                   |
|        | Timor Province ultramarine jusqu'en 1975 (officiellement jusqu'en 1999) |                   |

## Anciens royaumes de la Couronne
| Blason      | Blasonnement | Drapeau     |
| ----------- | --- | ----------- |
|             | Comté de Portugal (Comté Portucalense) avant 1139 d'argent, croix d'azur. |             |
|             | Royaume de Portugal avant la conquête de l'Algarve d'argent aux cinq écus d'azur disposés en croix, chaque écu semé de besants d'argent. |             |
|             | Royaume de Portugal d'argent aux cinq écus d'azur disposés en croix, chaque écu chargé de cinq besants d'argent disposé en sautoir, à la bordure de gueules chargée de sept châteaux d'or, donjonnés de trois tours, ouverts et ajourés d'azur.                                                                                            |             |
|             | Royaume de l’Algarve (1249-1910) écartelé, en I et IV d'or à la tête de maure de sable et tortillée aussi d’argent, en II et III de gueules à la tête d'un roi chrétien coroné en or. |             |
|             | Royaume du Brésil (1815-1826) d'azur, une sphère armillaire en or |             |
|             | Royaume-Uni de Portugal, Brésil et Algarves (1815-1826) |             |
|             | Royaume de Portugal et Algarves depuis la mort de Jean VI (1826), jusqu'à proclamation de la République (1910) d'argent aux cinq écus d'azur disposés en croix, chaque écu chargé de cinq besants d'argent disposé en sautoir, à la bordure de gueules chargée de sept châteaux d'or, donjonnés de trois tours, ouverts et ajourés d'azur. | (1826-1830) |
| (1830-1910) | Royaume de Portugal et Algarves depuis la mort de Jean VI (1826), jusqu'à proclamation de la République (1910) d'argent aux cinq écus d'azur disposés en croix, chaque écu chargé de cinq besants d'argent disposé en sautoir, à la bordure de gueules chargée de sept châteaux d'or, donjonnés de trois tours, ouverts et ajourés d'azur. |             |

## Noblesse
| Blason | Blasonnement | Drapeau |
| ------ | --- | ------- |
| -      | Article détaillé : Armorial de la Dynastie d'Aviz . Article détaillé : Armorial des Bragance . Article détaillé : Armorial de la noblesse portugaise . | -       |